# Druento
Druento (piemontesisch Druent) ist eine Gemeinde in der italienischen Metropolitanstadt Turin (TO), Region Piemont.

## Lage und Einwohner
Druento liegt 13 km nordwestlich von Turin. Das Gemeindegebiet umfasst eine Fläche von 27,54 km² und hat 9012 Einwohner (Stand 31. Dezember 2023).
Die Nachbargemeinden sind Fiano, Robassomero, La Cassa, Venaria Reale, San Gillio, Pianezza und Collegno.

## Geschichte

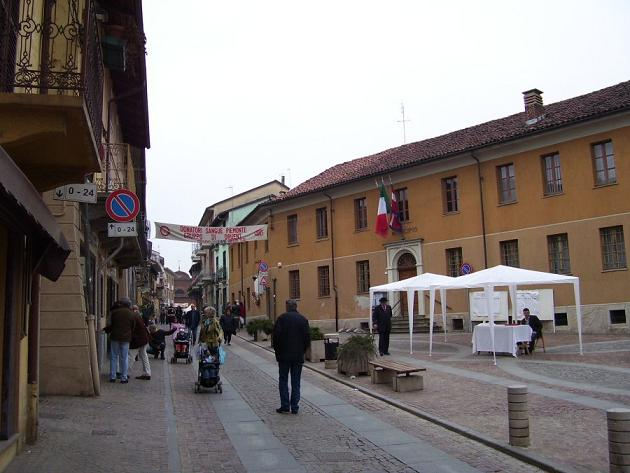
Gemeindehaus

Die erste Erwähnung des Namens Druent erfolgte im Jahr 1196, als Heinrich, Herr der Viscontia von Baratonia, ihn in einem Dokument über die Schenkung eines Klosters erwähnt. Anschließend, am 12. Februar 1263, unterzeichneten die Herren Guglielmo Aynardi, Giovanni Aynardi (Herren von Rubianetta), Pietrino Frotta, Giovanni Frotta, Giovanni Grasso und Raimondo Attone eine Urkunde, in der sie ihre Verpflichtung bekräftigten, darüber hinaus mit eigenen Mitteln ein Dorf zu errichten. Die Brüder Aynardi bauten dann eine Burg auf der Spitze des Hügels mit Blick auf das Dorf und anschließend blühten rund um die Festung Häuser und Bauwerke auf. Im 15. Jahrhundert ging das Lehen in die Hände der Familie Alaxini-d'Alascio über, Nachkommen der Familie Alaxini-Alascio. Giacomo de Alaxio, Rektor der Universität Toulouse, verkaufte 1755 einen Teil des Lehens an Herzog Emanuele Filiberto von Savoyen.